# غونزالو بيريرا
غونزالو بيريرا (بالإسبانية: Gonzalo Pereira Cejudo) (14 فبراير 1997 في إسبانيا - ) هو لاعب كرة قدم إسباني في مركز الدفاع. لعب مع نادي ريوس ديبورتيو.

## وصلات خارجية
- غونزالو بيريرا على موقع قاعدة بيانات كرة القدم.إي يو (الإنجليزية)
- غونزالو بيريرا على موقع Soccerway.com (الإنجليزية)